# Hugo Gerardus

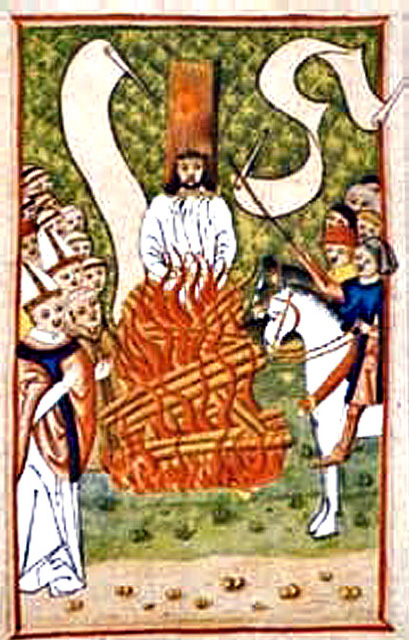
Hugo Gerardus spalony na stosie. XIV w.

Hugo Gerardus (zm. 1317) – biskup Cahors.
Hugo Gerardus był biskupem Cahors, winnym malwersacji i symonii. Kiedy wszczęto przeciw niemu w Awinionie postępowanie, aby uniknąć kary namówił sługi Ponsa de Vassal i Insarna d'Escodata, by otruli papieża Jana XXII podając mu coraz większe dawki arszeniku w potrawach i napojach, tak by śmierć wyglądała na naturalną. Poprosił ponadto skarbnika Tuluzy Aymerica de Belveze, aby nabył szkodliwe proszki i woskowe figurki, dzięki którym mógłby skierować czary przeciw wybranym osobom.
Posłaniec biskupa wywiązał się ze swego zadania. Pozyskał również pomocnika, Bonmacypa, z pochodzenia Żyda. Aymeric sporządził truciznę w aptece w Tuluzie i przywiózł woskowe figurki. Pierwsza, próbna figurka, stanowiła podobiznę Jakuba de Via, ulubionego bratanka Jana XXII, który rzeczywiście zmarł 13 czerwca 1317 roku. Kolejne trzy figurki zostały ochrzczone w kaplicy arcybiskupiej przez biskupa Ganos – Bernarda Gasc w obecności Gaillharda de Pressac, wicehrabiego de Bruniquel i dziesięciu świadków. Każda figurka otrzymała pasek pergaminu, na których następnie napisano: Niech umrze Papież Jan, i nie inny, Niech umrze Bertrand de Poujet, i nie inny, Niech umrze Gaucelme de Jean, i nie inny. Każda figurka został ukryta w wydrążonym bochenku chleba, owiniętym następnie w papier. Chleby przekazano dostawcom, który wyruszyli do Awinionu pod eskortą Perrota de Béarn. Przybycie dziwnych podróżników wywołało podejrzenia policji papieskiej. Przybyłych aresztowano, przeszukano ich bagaże i znaleziono figurki. Wszczęto dochodzenie, które nie przyniosło jednak rezultatów, gdyż zatrzymani znali jedynie ludzi, którzy ich wynajęli.
Hugo Gerardus został aresztowany pod koniec 1317 roku. Zdradziła go plotka. Wkrótce dzięki pomocy sierżantów króla Francji, aresztowano też jego pomocników. Dochodzenie dowiodło winy Gerardusa. Został uznany winnym próby otrucia papieża oraz uprawiania czarów przeciw niemu, Bertrandowi de Poujet i Gaucelme'owi de Jean. Ponadto uznano go winnym śmierci Jakuba de Via. Skazany przez marszałka dworu Arnauda de Trian, został spalony na stosie w 1317 roku.